# Landkreis Miesbach
Landkreis Miesbach er en landkreis der ligger i den sydlige del af  Regierungsbezirk Oberbayern i den tyske delstat Bayern. Nabolandkreise er mod nord Landkreis München, mod øst Landkreis Rosenheim, mod syd den østrigske  delstat Tyrol med bezirkene Kufstein og Schwaz og mod vest ligger  Landkreis Bad Tölz-Wolfratshausen.

## Geografi
Landkreisen ligger i  bayerske Oberland og omfatter både alpine og voralpine områder. Vigtige søer er Schliersee, Tegernsee og Spitzingsee. Landkreisens område er inddelt af tre dale fra floderne Mangfall, Schlierach og Leitzach og af det til Münchner Schotterebene hørende område ved  Holzkirchen og Otterfing. Det højeste bjerg er Rotwand med 1.884 moh, og det kendeste er Wendelstein der er 1.836 moh.

## Byer og kommuner
Kreisen havde 99726  indbyggere pr.  2018-12-31

| Byer 1. Miesbach (11562) 2. Tegernsee (3669) Købstæder (markt) 1. Holzkirchen (16581) 2. Schliersee (6941) | Kommuner 1. Bad Wiessee (5022) 2. Bayrischzell (1610) 3. Fischbachau (5675) 4. Gmund a.Tegernsee (6089) 5. Hausham (8406) 6. Irschenberg (3198) 7. Kreuth (3570) 8. Otterfing (4783) 9. Rottach-Egern (5779) 10. Valley (3369) 11. Waakirchen (5801) 12. Warngau (3875) 13. Weyarn (3796) |